# Paradoxe de la productivité
Le paradoxe de la productivité (ou paradoxe de Solow) est un paradoxe économique selon lequel des inventions technologiques majeures, comme l'électricité ou Internet, peuvent ne pas provoquer d'augmentation de la productivité dans un pays.

## Concept
Le progrès technique est l'un des principaux facteurs qui stimulent la croissance économique. Toutefois, la diffusion de l'innovation est difficile à observer, et n'est pas nécessairement retranscrite dans la comptabilité nationale. En 1987, Robert Solow fait remarquer qu'aux États-Unis, les ordinateurs sont visibles partout, sauf dans les statistiques de productivité.

## Explications

### Temps de latence
Une explication est avancée par Paul A. David dans un ouvrage de 1990. Il relève que la diffusion des innovations est marquée par un temps de latence importante. Il a fallu attendre longtemps pour que l'électricité affecte la productivité ; le paradoxe de la productivité n'en est donc pas un dès lors que l'on se place dans le temps long.
Ainsi, une étude a posteriori de Jorgenson, Ho et Stiroh montre, en 2008, sur des données américaines entre 1995 et 2000, que les investissements dans les technologies de l'information et de la communication ont contribué à hauteur de 37 % à la croissance de la productivité du travail.